# Svarttjärnen (Västra Ämterviks socken, Värmland, 662927-134219)
Svarttjärnen är en sjö i Sunne kommun i Värmland och ingår i Göta älvs huvudavrinningsområde.